# Juventude Desportiva Monchiquense
A Juventude Desportiva Monchiquense é um clube desportivo português, localizado na vila de Monchique, no Algarve e foi fundado em 1963. O seu atual presidente é Luís Filipe Duarte Manuel.
Em 2018, a Juventude Monchiquense anuncia ter acabado com equipa de futebol, acusando a autarquia de não cumprir promessa de terminar intervenção no campo sintético do Parque Desportivo do JDM.

## Liga
- 2005 - 2006 - 1ª divisão distrital, Associação de Futebol do Algarve.
- 2006 - 2018 - 2ª divisão distrital, Associação de Futebol do Algarve.[5]

## Marca do equipamento
- Macron